# Hialeah
Hialeah är en stad i den amerikanska delstaten Florida med en yta av 51,1 km² och en befolkning som uppgår till 224 522 invånare (2004). 
Staden är belägen i den sydöstligaste delen av delstaten cirka 15 km nordväst om Miami. Där finns även en känd galoppbana med samma namn. Cirka 2,5 procent av befolkningen i staden är afroamerikaner. Av befolkningen lever cirka 19 procent under fattigdomsgränsen. 
Hialeah räknas som den stad i USA som har högst andel spansktalande. Cirka 92 procent av befolkningen har spanska som modersmål.
Funkbandet KC & the Sunshine Band bildades 1973 i Hialeah.